# Souk Erbaa El Saghir
Le souk Erbaa El Saghir ou souk Erbaa Eldhayek est l'un des souks de la médina de Sfax.

## Localisation
Le souk représente une extension du souk El Hannatine.
Selon Abu Bakr Abdelkefi, ce souk était constitué d'une série d'écuries transformées avec le temps en ateliers de fabrication de fils pour les tissus.